# 车公庙 (深圳)
車公廟是中國廣東省深圳福田區的一個地名，其北至深南大道香蜜湖，南至濱海大道和深圳灣，西至紅樹林和世界之窗。車公廟站就是以車公廟來命名。
車公廟這個地名來自於同名建築，該建築為祭祀車公的廟宇。車公廟這一建築據推測最早建於南宋末年。根據嘉庆年間的《新安县志·坛庙》的记载，车公庙位於甜水坑，即今深圳福田区下沙村以及車公廟站附近。1866年5月，意大利传信会神父在绘制中英版《新安县全图》時，同樣在今日的深圳下沙地段标注了车公庙。据一位出生于1930年代在下沙的老人回忆，1938年日本军占领深圳时拆除了福田车公庙。